# De visu
La locuzione latina de visu, tradotta letteralmente, significa 'con i propri occhi', 'per diretta visione', 'dal vivo'.
Si usa quest'espressione ogni qualvolta si voglia rimarcare che quanto si afferma è dovuto alla diretta visione, e quindi conoscenza, d'un avvenimento; talvolta essa viene adoperata per indicare un incontro diretto tra due o più persone (incontrarsi de visu, 'incontrarsi da vicino').